# Manuel Fernández Tabernero
Manuel Fernández Tabernero   (Barakaldo, 16 de febrer de 1914 - Sant Hipòlit de Voltregà, 14 de desembre de 1961), conegut futbolísticament com a Manolín, fou un futbolista basc de la dècada de 1930.

## Trajectòria
Començà a destacar al Barakaldo CF. La temporada 1933-34 la passà al Reial Betis, on jugà 10 partits a primera divisió. Retornà al Barakaldo, i a les acaballes de l'any 1934 ingressà al CD Espanyol, club on va viure la seva millor etapa. Jugà 34 partits a Primera en dues temporades, com a interior esquerre (1934-36). Encara jugà una temporada més, en plena guerra, com a migcampista (1936-37). El dia 1 de gener de 1936 jugà un partit amb la selecció catalana davant Andalusia. La Guerra Civil Espanyola el deixà mutilat, acabant amb la seva carrera.

## Palmarès
- Campionat de Catalunya de futbol:
  - 1936-37